# Andrej Nikolajevič Tupolev
Andrej Nikolajevič Tupolev (rusky Андрей Николаевич Туполев; 29. říjnajul./ 10. listopadu 1888greg. – 23. prosince 1972) byl sovětský letecký konstruktér. Během své kariéry navrhl a vedl výrobu více než 100 typů letadel, z nichž se 70 dostalo do sériové výroby. Jeho stroje změnily 78 rekordů ve světovém letectví. Díky jeho úsilí začala v Sovětském svazu rozsáhlá výroba celokovových letadel a také vyvinul technologii, která urychlila proces montáže těchto strojů. Jako konstruktér dohlížel na výrobu průzkumných letadel, stíhaček, bombardérů, dopravních, osobních, hydroplánů, ale i torpédových člunů, vozíků k motocyklům a prvních sovětských vzducholodí.

## Životopis

### Mládí
Andrej Nikolajevič Tupolev se narodil v Pustomazovu v tverské oblasti. Jeho otec Nikolaj Ivanovič Tupolev pocházel z rodiny sibiřských kozáků, po absolvování gymnázia v Tobolsku se stal učitelem matematiky. Později odešel studovat práva do Petrohradu, kde se zapojil do studentských nepokojů, byl vyloučen a musel odejít na Sibiř. Zpočátku pracoval jako notář. Vzal si za ženu dceru soudního úředníka Annu Vasiljevnu Lisicynovou absolventku gymnázia, která mluvila německy a francouzsky, hrála na klavír.  Za její věno koupili malé hospodářství Pustomazovo a pracovali jako zemědělci. 
Andrej Tupolev po absolvování tverského gymnasia v roce 1908 studoval na Moskevské technické univerzitě. Od roku 1909 studoval zároveň aerodynamiku pod vedením ruského průkopníka letectví Nikolaje Jegoroviče Žukovského, přitom se zúčastnil stavby tehdy největšího aerodynamického tunelu na světě v aerodynamické laboratoři technické školy. Byl členem vzduchoplaveckého kroužku, který sestrojil kluzák–dvouplošník ze dřeva a plátna. V roce 1910 se uskutečnil první let. 
V roce 1911 byl obviněn z účasti na revolučních událostech a zatčen. Byl však propuštěn s podmínkou, že zůstane v Pustomazovu. Školu směl opět navštěvovat až od roku 1914. Stal se jedním z nejbližších spolupracovníků Žukovského v úřadu pro letecké testování, který byl založen roku 1916. Svá studia zakončil v roce 1918 obhájením práce o vývoji hydroplánů, načež obdržel titul inženýr-mechanik. V roce 1920 byla carská Moskevská technická škola přejmenována na Moskevskou vysokou technickou školu a Tupolev zde vyučoval základy aerodynamických výpočtů.

### Letecký inženýr
V roce 1918 začal pracovat v moskevském leteckém a hydrodynamickém ústavu CAGI. Nejdříve v tamější ústřední konstrukční kanceláři, později mu bylo umožněno založit vlastní experimentální základnu. V letech 1919–1920 pobýval na Krymu, kde si léčil plicní chorobu a několik měsíců pracoval jako ošetřovatel v místním sanatoriu. Po návratu do Moskvy se oženil se zdravotní sestrou Julií Želťjakovou.  Žili spolu až do její smrti v roce 1962, měli dceru Julii (nar. 1920) a syna Alexeje (nar. 1925), který se stal také leteckým konstruktérem.
Po odchodu Žukovského do penze se stal zástupcem ředitele CAGI a měl na starost konstrukci a stavbu letadel. Tupolev už od roku 1918 prosazoval používání lehkých kovů pro jejich výrobu. Zkoušel vlastnosti hliníkových slitin na celokovových saních a motorových člunech v různých klimatických podmínkách. V říjnu 1922 bylo v CAGI zřízeno oddělení pro konstrukci celokovových letadel. Prvním letounem byl ANT–1 s kombinovanou konstrukcí ze dřeva a kovu, který byl oficiálně předveden v říjnu 1923. Prvním sovětským celokovovým letadlem se stal jednoplošník ANT–2, jehož vzlet se uskutečnil 26. května 1924. 

Tyto výsledky vedly k založení závodu pro testování sériové výroby letadel se 183 zaměstnanci v říjnu 1924.  Z Tupolevovy konstrukční kanceláře vycházel každé dva roky stroj nové konstrukce. V jeho týmu pracovali vynikající konstruktéři Petljakov, Suchoj, Mjasiščev, Putilov a další. V roce 1925 vytvořil‎‎ ‎‎celokovový dvoumotorový letoun TB-1, který se vyznačoval vysokými letovými údaji a byl považován za jeden z nejlepších ‎‎bombardérů ‎‎na světě. V roce 1929 na něm byl uskutečněn přelet z Moskvy do New Yorku. V roce 1932 byl navržen vylepšený letoun TB-3 (ANT-6), s jehož pomocí v roce 1937 expedice přistála na severním pólu. V roce 1934 se objevil vícemotorový letoun ANT-20 ("MaximGorkij"). Měl osm motorů, užitnou plochu více než 100 m² a kapacitu až 60 osob. 

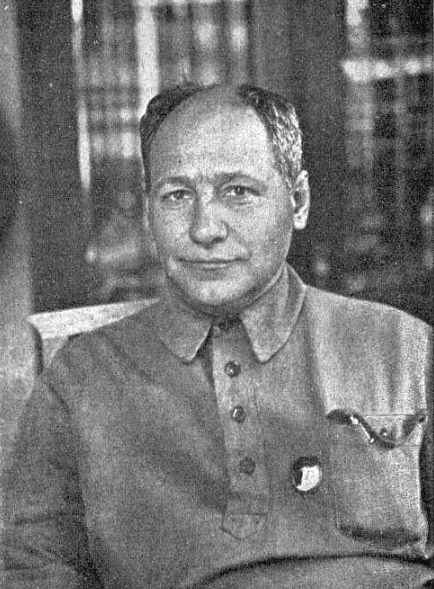
Andrej Tupolev v 30. letech (Letectví, November 1937)

V srpnu 1935 skončil neúspěchem pokus o nepřetržitý transarktický let Moskva – severní pól – San Francisco s letadlem ANT-25 kvůli technické poruše (únik oleje). Velitel posádky obvinil Tupoleva z chybné konstrukce.
Tupolev absolvoval od roku 1925 řadu zahraničních cest po státech západní Evropy, v roce 1930 navštívil USA. V roce 1933 byl zvolen členem–korespondentem Sovětské akademie věd. V lednu 1936 byl jmenován prvním zástupcem náčelníka a hlavním inženýrem Hlavní správy leteckého průmyslu SSSR. Ve stejném roce byla do Spojených států vyslána delegace pracovníků leteckého průmyslu, aby nakoupila vybavení a licence. Tupolev byl jedním z vedoucích delegace a vzal s sebou i manželku.
Roku 1937 byl Tupolev společně s dalším významným konstruktérem V. M. Petljakovem v rámci tehdy vrcholících stalinských čistek zatčen a označen za špiona. Krátce na to byla zatčena i jeho manželka, která zůstala ve vězení až do jara 1940.
V roce 1939 byl propuštěn z vězení do tzv. šarašky – zvláštní formy sovětského gulagu, vlastně speciálního výzkumného pracoviště NKVD. Pod dozorem NKVD byl zařazen do takzvané Konstrukční kanceláře č. 29, kde bylo soustředěno na 150 leteckých odborníků. Zde se zrodil projekt sovětského středního bombardéru Tu-2 vyráběného a používaného během druhé světové války. V květnu 1940 byl vynesen soudní rozsudek, kterým bylo Tupolevovi uloženo 15 let nápravných prací. Po napadení Sovětského svazu Německem v létě 1941 Tupolev a jeho 20 spoluvězňů dostali milost a rozsudky byly zrušeny. Oficiálně byl však rehabilitován až v roce 1955. 
Během války byla jeho konstrukční kancelář přesunuta do Omska. Tupolev se stal vedoucím Leteckého závodu č. 166, kde se vyráběly Tu-2. Během války jich bylo vyrobeno asi 800, jejich sériová výroba trvala až do roku 1952. Přitom dále pokračoval i v projektování nových strojů. Do Moskvy se vrátil v roce 1943 a ve stejném roce dostal poprvé státní cenu SSSR. V září 1945 byl poprvé vyznamenán zlatou hvězdou hrdiny socialistické práce. 
Po skončení války stál A. N. Tupolev jako odborník na těžké bombardéry v čele týmu, který na základě tří strojů, jež nouzově přistály ve východní Sibiři při náletech na Japonsko, vytvořil kopii amerického těžkého bombardéru B-29. Stroj dostal označení TU-4 a poprvé vzlétl v květnu 1947. 
Dalším vynikajícím strojem, který Tupolev navrhl, byl unikátní strategický turbovrtulový bombardér Tu-95, který byl zaveden do služby v 50. letech 20. století jako protiváha k americkým bombardérům B-52 Stratofortress. Mnohé z těchto letounů slouží v ruském letectvu ještě dnes.

### Dopravní letadla

Tupolevův hrob v Moskvě

Zhruba ve stejné době jako Tu-95 představil Tupolev i dvoumotorové proudové dopravní letadlo středního doletu Tu-104. „Tůčko“, jak se u nás Tu-104 familierně říkalo, bylo po britském De Havilland Comet, kanadském Avro Jetliner a francouzské Sud Aviation Caravelle čtvrtým proudovým dopravním letounem na světě, který vzlétl (1. let v červnu 1955), a druhým na světě, jenž byl zařazen do pravidelné letecké dopravy. Od roku 1956 do roku 1958 bylo díky technickým problémům svých soupeřů dokonce jediným typem proudového dopravního letounu v pravidelné letecké dopravě na světě. V roce 1957 získalo TU-114 zlatou medaili za konstrukci od Fédération Aéronautique Internationale (FAI) a cenu na světové výstavě EXPO 58 v Bruselu.  Po tomto letadle následovala série dopravních proudových letadel, jež vyvrcholila prvním nadzvukovým dopravním letounem na světě Tu-144. Většinu konstrukčních prací na tomto stroji už prováděl Tupolevův syn Alexej (1925–2001).

### Závěr života
Po smrti manželky (rok 1962) se o Tupoleva starala dcera Julie, která byla lékařkou a doprovázela ho na cestách. Tupolev byl aktivní i ve stáří, pracoval na řadě vojenských a dopravních letadel, řídil chod své konstrukční kanceláře. Od roku 1950 až do své smrti byl poslancem Nejvyššího sovětu SSSR. Nikdy nebyl členem KSSS.
Andrej Nikolajevič Tupolev zemřel po krátké nemoci 23. prosince 1972 a byl pochován na Novoděvičském hřbitově v Moskvě.

## Ocenění
Tupolev byl prohlášen čestným členem Britské královské letecké společnosti (Royal Aeronautical Society) a Amerického institutu letectví a astronautiky (American Institute of Aeronautics and Astronautics).